# Camponotus tokioensis
Camponotus tokioensis är en myrart som beskrevs av Ito 1912. Camponotus tokioensis ingår i släktet hästmyror, och familjen myror. Inga underarter finns listade.